# Agence de la Pêche
L'agence de la Pêche (水産庁, suisanchō) est une administration japonaise dépendant du ministère de l'Agriculture, des Forêts et de la Pêche, dont le rôle est la gestion, à l'échelle nationale, des ressources biologiques marines et de la pêche.

## Histoire
Après la Seconde Guerre mondiale, durant la période d'occupation du Japon par les troupes américaines (1945 - 1952), l'administration du gouvernement japonais est redéfinie conformément à la nouvelle constitution du Japon. En 1948, l'agence de la Pêche est créée au sein du ministère de l'Agriculture et des Forêts. Elle est rattachée au ministère de l'Agriculture, des Forêts et de la Pêche depuis 2003.

## Missions
L'agence de la Pêche du Japon a pour missions de préserver et développer les ressources biologiques marines du pays, et d'encadrer les activités de l'industrie de la pêche en définissant une politique de pêche nationale,.

## À voir aussi